# Hans de Jode
Hans de Jode oder Jan de Jode (* 1630 in Den Haag; † nach 1662 in Wien) war ein niederländischer Maler, der für seine Marinebilder, Hafenszenen und italienischen Landschaften bekannt war. Er verließ seine holländische Heimat in jungen Jahren und arbeitete in Venedig und Wien. In Wien, wo er wahrscheinlich den Rest seines Lebens verbrachte, gehörte er zum Kreis der holländischen und flämischen Künstler mit Kontakten zum kaiserlichen Hof.

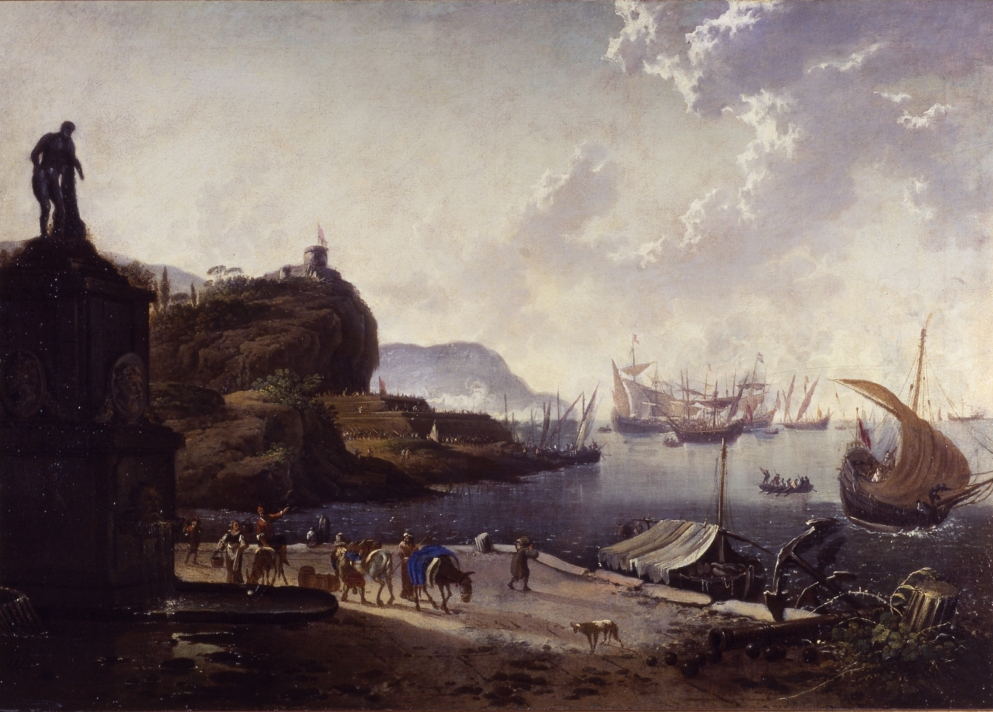
Hafenscene mit klassischen Elementen

## Leben
Über diesen Künstler, der vermutlich 1630 in Den Haag geboren wurde, ist nur sehr wenig bekannt. Seine künstlerische Ausbildung absolvierte er in seiner Heimatstadt. Die erste urkundliche Erwähnung des Künstlers stammt aus dem Jahr 1656: Am 10. Juli 1656 richtete der Maler Petrus Vignois aus dem Gefängnis in Den Haag, in dem er inhaftiert war, eine Petition an den Hof van Holland, die damals höchste Gerichtsinstanz der niederländischen Republik. In dieser Petition schildert Vignois die Ereignisse, die zu seiner Verhaftung geführt hatten: Am Abend des 25. August 1647 waren er und seine Malerkollegen Hans de Jode, Carel Codde und Bartholomeus Appelman in Den Haag unterwegs, als sie von zwei Männern verfolgt und bedrängt wurden. Obwohl die Maler sie aufforderten, sich zurückzuziehen, mussten sie ihre Degen ziehen. Bei dem anschließenden Handgemenge verletzte de Jode einen der Männer so schwer, dass dieser sofort starb. De Jode floh noch in derselben Nacht aus Den Haag. Die drei anderen Maler blieben in Den Haag, bis jeder von ihnen zu einer Studienreise nach Italien aufbrach. Der Prozess gegen die vier wurde erst 1653 eröffnet. Codde, der als einziger nach Den Haag zurückgekehrt war, konnte schnell seine Unschuld beweisen und wurde freigelassen. Die drei anderen, die sich im Ausland aufhielten, wussten nicht einmal, dass ein Verfahren gegen sie eingeleitet worden war. Vignois wurde nach seiner Rückkehr aus Italien 1656 inhaftiert. In seiner Petition erwähnt er, dass de Jode zu dieser Zeit in Venedig oder Konstantinopel vermutet wurde, was ein Beweis dafür sein könnte, dass de Jode tatsächlich in Konstantinopel war.

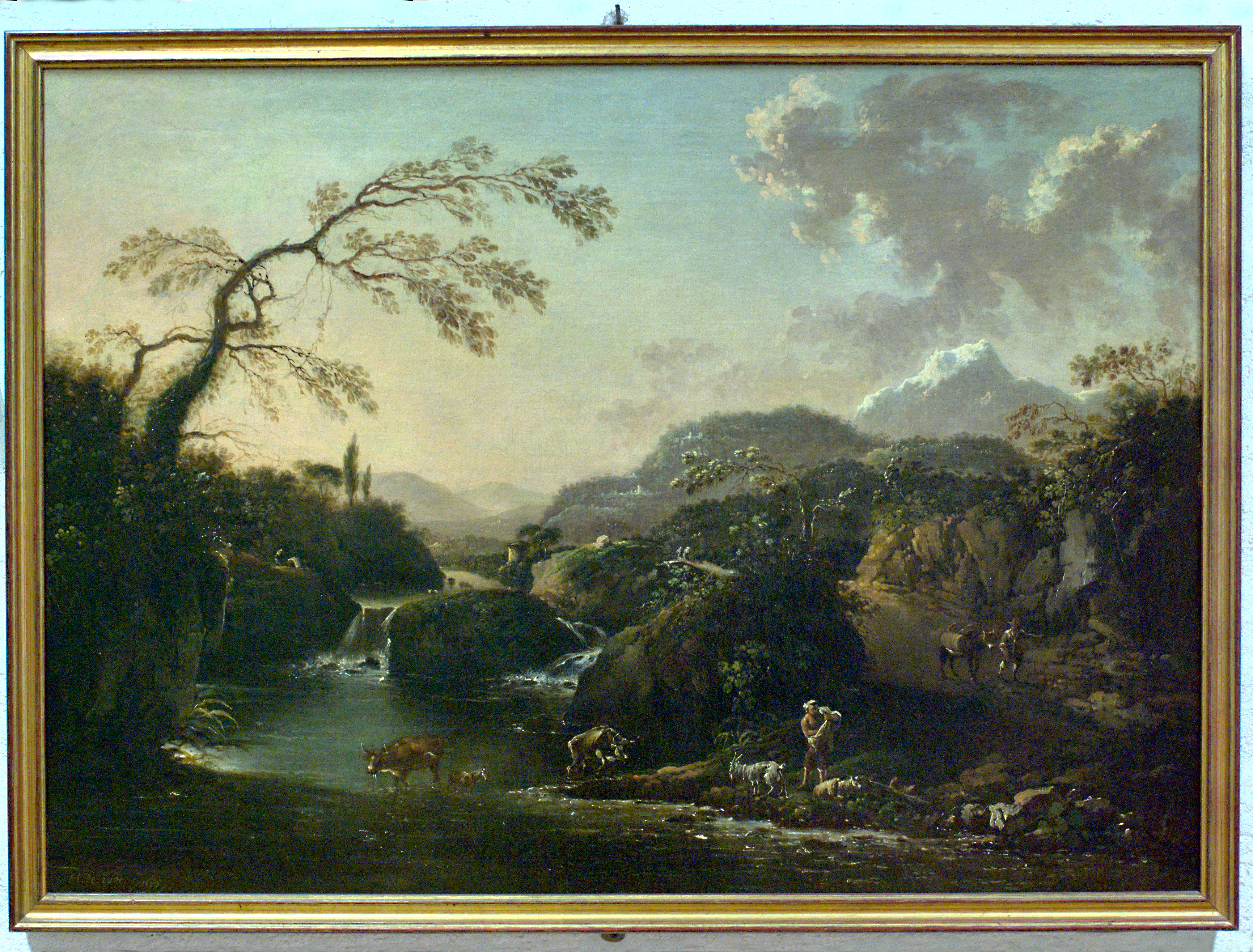
Italienische Landschaft mit einer Kaskade

Nach seiner überstürzten Abreise aus Holland 1647 soll de Jode zunächst nach Venedig gereist sein. Dort traf er wahrscheinlich Johann Anton Eismann, einen Salzburger Maler von Meeres- und Schlachtenszenen, und Joseph Heintz den Jüngeren, einen Augsburger Maler mythologischer und religiöser Szenen. Es wird vermutet, dass er weiter nach Rom reiste, dem Ziel der meisten niederländischen Künstler seiner Zeit. Der Einfluss des malerischen und dramatischen Stils des in Rom lebenden Künstlers Salvator Rosa auf das Werk von de Jode scheint diesen Romaufenthalt zu bestätigen. De Jode greift in seinen Landschaftsbildern auch Motive der sogenannten Bamboccianti auf, einer Gruppe vor allem niederländischer und flämischer Genremaler, die in Rom tätig waren und kleine Kabinettbilder vom Alltagsleben der unteren Schichten in Rom und auf dem Land schufen.

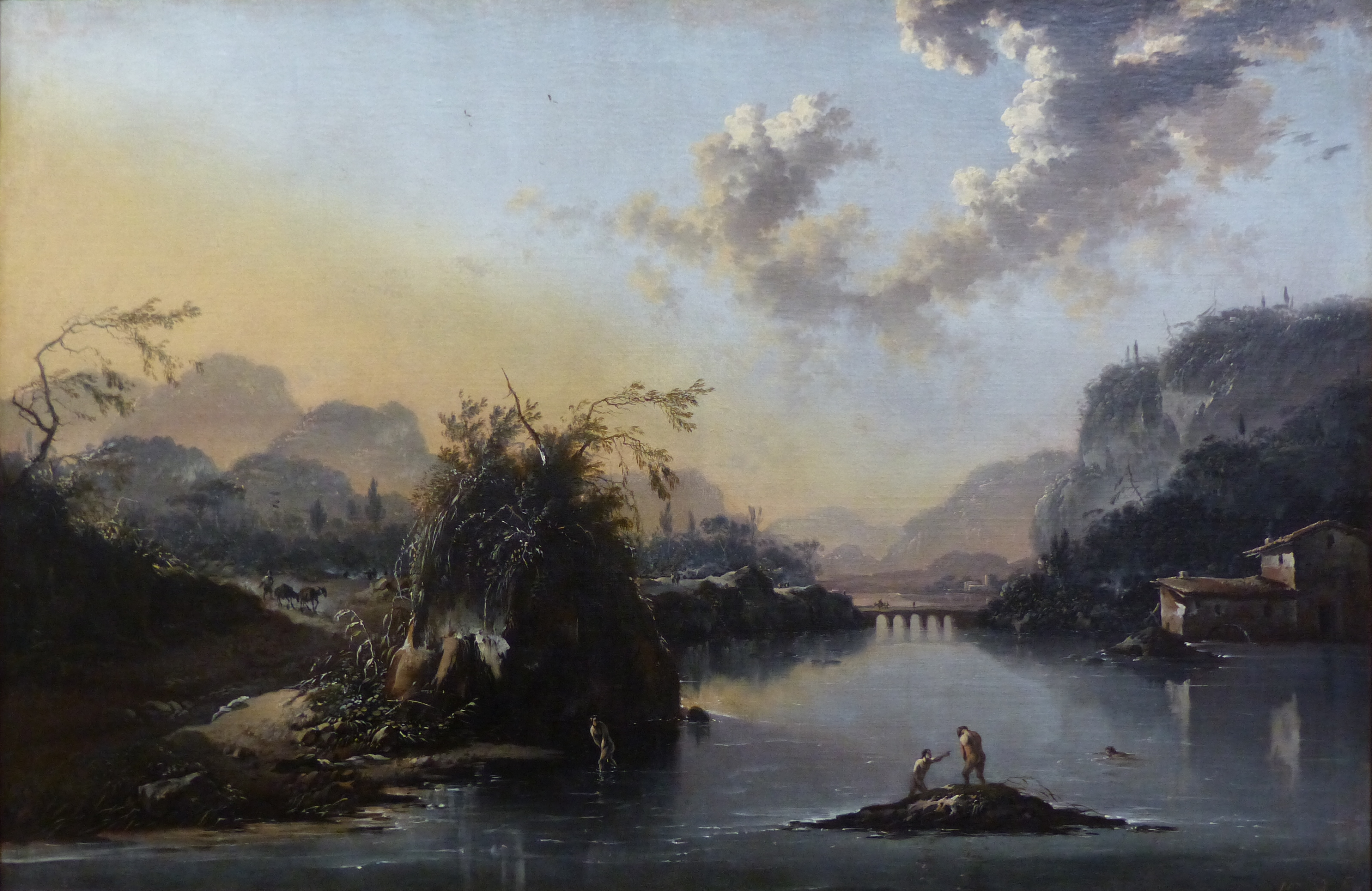
Breiter Blick auf den Fluss mit Badenden

De Jode verließ Italien und ließ sich spätestens 1659 in Wien nieder. In diesem Jahr malte er die Ansicht des Serails mit dem Topkapi-Palast (Kunsthistorisches Museum). Im folgenden Jahr arbeitete de Jode zusammen mit Jan van Ossenbeeck und Nikolaus van Hoy an einer Publikation, die das Bühnenbild für die Uraufführung von Giovanni Francesca Marcellos Schauspiel „Il Pelope Geloso“ dokumentierte. Das einzige Lebenszeugnis von de Jode wurde anlässlich seiner Hochzeit mit Elisabeth Gaillet am 8. Januar 1662 in der Wiener Schottenkirche ausgestellt. Trauzeugen waren zwei flämische Künstler aus Antwerpen, der Maler Jan de Herdt und der Kupferstecher Franciscus van der Steen. Van der Steen war nach Wien gekommen, als Erzherzog Leopold Wilhelm von Österreich 1656 seinen Posten als Statthalter der Spanischen Niederlande aufgab und nach Wien zurückkehrte. Die Anwesenheit von zwei flämischen Künstlern bei seiner Hochzeit zeigt, dass de Jode sich im Kreis der niederländischen Künstler bewegte, die in Wien, oft im Auftrag des kaiserlichen Hofes, arbeiteten.
De Jode starb kurz nach seiner Heirat, denn nach 1661 sind keine Gemälde von ihm bekannt. Zwischen 1677 und 1680 erwarb Fürst Karl Eusebius von Liechtenstein, der Begründer der Liechtensteinischen Sammlungen, elf Gemälde von de Jode für die Gemäldegalerie seines Schlosses in  Valtice in Südmähren. Viele dieser Verkäufe wurden durch den flämischen Landschaftsmaler Renier Meganck aus Brüssel vermittelt. Stilistische Ähnlichkeiten zwischen den Werken von Meganck und de Jode deuten darauf hin, dass Meganck einige Zeit in der Werkstatt von de Jode verbracht hat und vielleicht sogar die Werkstatt von de Jode nach dessen Tod übernommen hat. Meganck fungierte offensichtlich als Testamentsvollstrecker von de Jode.

## Arbeiten

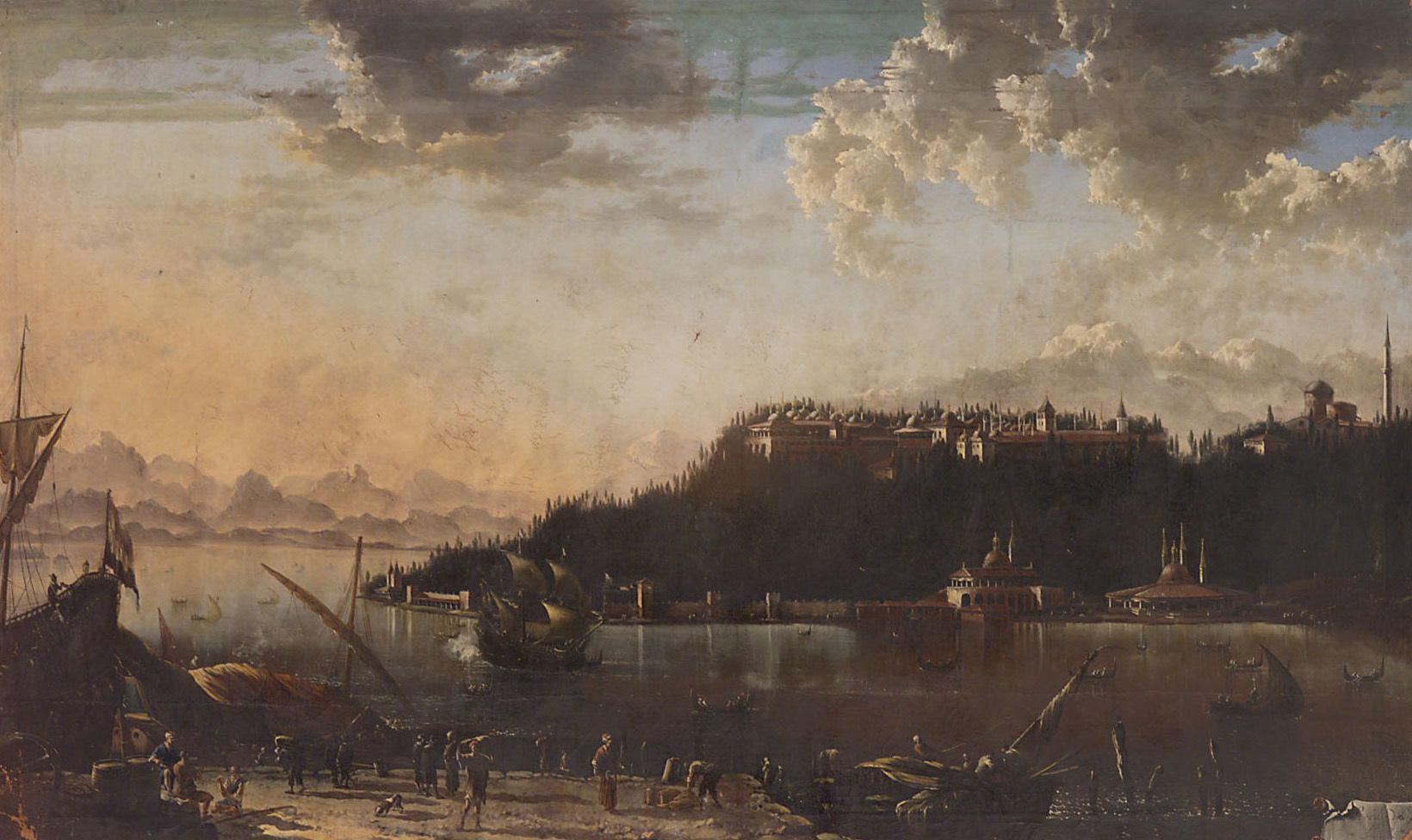
Blick auf die Serailspitze mit dem Topkapı-Palast

De Jode war ein Landschaftsmaler, der sich auf Meeresbilder, Hafenszenen und italienisierende Landschaften spezialisierte. Sein Werk spiegelt die Ideen und Motive wider, die er während seines Italienaufenthaltes kennenlernte. Sein Interesse an der Meeresszenen wurde wahrscheinlich durch Johann Anton Eismann geweckt, während Joseph Heintz der Jüngere mit seiner dramatischen Lichtführung die Verwendung des Lichts in seinem Werk beeinflusste. Die malerischen Qualitäten und die dramatische Lichtführung in den Werken von Salvator Rosa waren weitere Einflüsse. Die Bamboccianti-Maler mit ihren Darstellungen des einfachen Alltagslebens inmitten von Landschaften beeinflussten die Wahl einiger seiner Bilder. Auch die niederländischen Landschaftsmaler italienischen Stils wie Karel Dujardin oder Nicolaes Berchem, die Hafenansichten und arkadische Landschaften in einem warmen südlichen Licht schufen, finden sich in de Jodes Werk wieder.

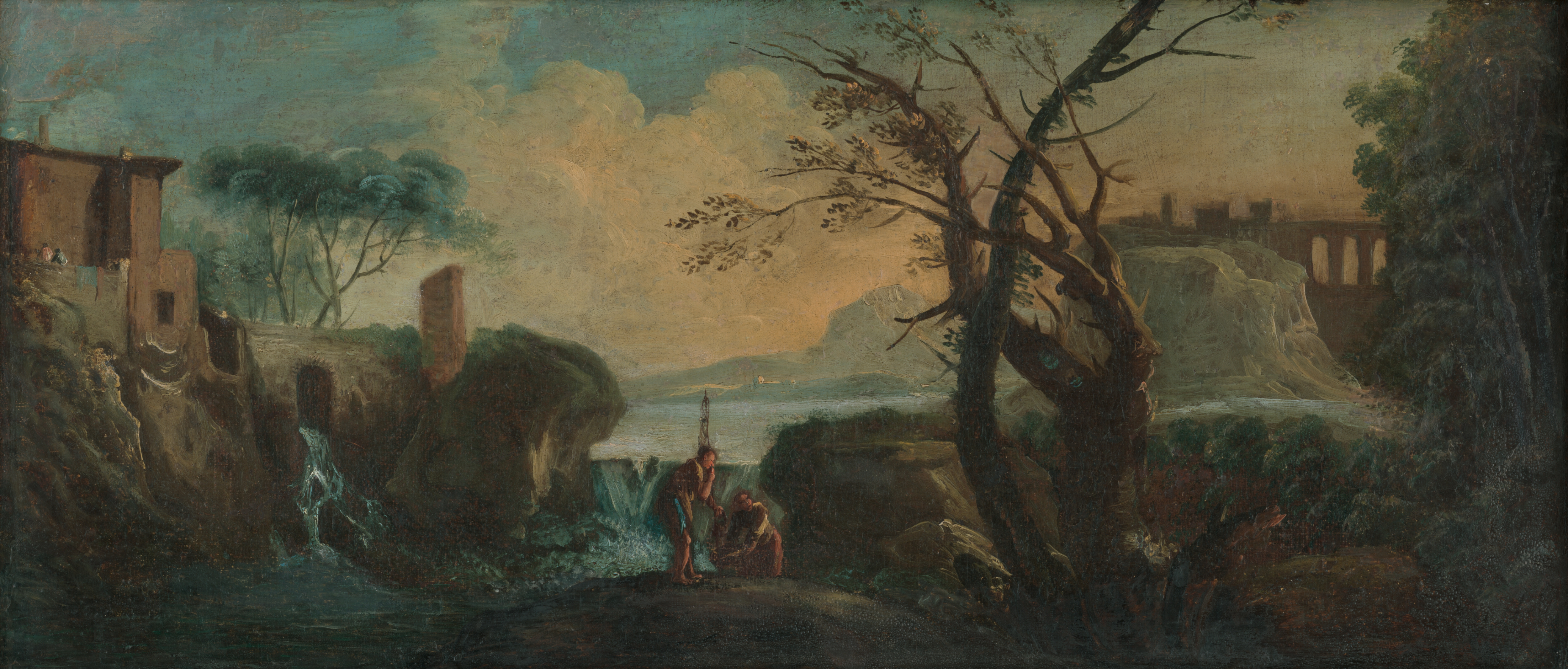
Fischer bei einem Wasserfall'

Zwei der signierten Landschaften von de Jode, die sich heute im Museum Castelvecchio in Verona befinden und auf 1657 datiert sind, zeigen deutlich den Einfluss dieser verschiedenen Inspirationen. Besonders deutlich wird dies in der Hafenszene mit klassizistischen Elementen, in der die Inspiration durch die Bamboccianti in der Staffage des Kais und der Einfluss von Salvator Rosa und der arkadischen Landschaftsmaler in den klassizistischen Elementen und Türmen deutlich wird. Der nordeuropäische Einfluss zeigt sich auch in den Figuren und in seiner Aufmerksamkeit für die atmosphärische Wiedergabe der Szene, insbesondere durch die Modulation des Lichts.
Seine Ansicht der Serailspitze mit dem Topkapı-Palast (1659, Kunsthistorisches Museum) wird von einigen als Beweis dafür angesehen, dass er Konstantinopel in den 1650er Jahren besucht hat. Da seine Ansicht jedoch einige Ungenauigkeiten enthält, ist es wahrscheinlicher, dass er sich auf mehrere Quellen, darunter auch Stiche, aus der Stadt stützte, die er zu seiner Komposition zusammenfügte.